# 黃豐隆
黃豐隆（1958年—），台灣作家、臺中市鄉土文化學會榮譽理事長、國立聯合大學資工系副教授、《臺中鄉圖》主編。生於臺中市南屯區劉厝庄，長年關注鄉土文化。